# Live in Houston 1972
Live in Houston – Texas 1972 es un álbum en vivo por la banda británica Trapeze. Fue grabado el 21 de octubre de 1972 en el Sam Houston Coliseum en Texas, Estados Unidos. Fue publicado el 12 de junio de 2021 durante el Record Store Day como un doble LP.

## Lista de canciones
| Lado uno |                        |          |  |
| N.º      | Título                 | Duración |  |
| 1.       | «Way Back to the Bone» | 8:30     |  |
| 2.       | «You Are the Music»    | 5:52     |  |
| 3.       | «Jury»                 | 13:27    |  |

| Lado dos |                        |          |  |
| N.º      | Título                 | Duración |  |
| 1.       | «Seafull»              | 9:39     |  |
| 2.       | «Your Love Is Alright» | 14:09    |  |

| Lado tres |               |          |  |
| N.º       | Título        | Duración |  |
| 1.        | «Medusa»      | 9:00     |  |
| 2.        | «Black Cloud» | 9:32     |  |

| Lado cuatro |                 |          |  |
| N.º         | Título          | Duración |  |
| 1.          | «Touch My Life» | 10:39    |  |
| 2.          | «Keepin' Time»  | 8:00     |  |

## Créditos
Trapeze
- Mel Galley – voz principal, guitarra
- Glenn Hughes – voz principal, piano, bajo eléctrico
- Dave Holland – batería, percusión